# Пенанг-Мару
Пенанг-Мару — транспортне судно, яке під час Другої світової війни брало участь у операціях японських збройних сил на Тихому океані. 
Судно спорудили в 1913 році на верфі Rankin & Blackmore Ltd. у шотландському Гріноку для компанії Nippon Yusen Kaisha.  
Під час Другої світової війни судно реквізували для потреб Імперського флоту Японії. 
14 квітня 1942-го «Пенанг-Мару» та ще 31 судно вийшли із Сінгапуру та попрямували до Рангуну (Транспортний загін № 3). 19 квітня вони прибули до місця призначення та приступили до висадки доставлених частин, передусім 56-ї змішаної бригади.
21 березня 1943-го судно перебувало у Каймана (західне узбережжя Нової Гвінеї), звідки вийшло в конвої на Амбон (південна частина Молуккського архіпелагу). Тієї ж доби загін атакували два американські бомбардувальники B-25, скинуті якими бомби впали поблизу «Пенанг-Мару», проте завдали лише незначних пошкоджень.
5 квітня 1943-го судно перебувало у Сурабаї (східна частина острова Ява), звідки вийшло в конвої на Амбон. 9 квітня під час слідування біля південно-східного завершення острова Целебес (Сулавесі) по загону дав торпедний залп американський підводний човен USS Tautog. Одна з торпед поцілила «Пенанг-Мару» та призвела до загибелі корабля. Належний до ескорту конвою есмінець «Ізонамі» узявся за проведення рятувальних робіт, проте в цей час сам був потоплений USS Tautog. У підсумку разом з «Пенанг-Мару» загинуло 3 члени екіпажу та 13 військовослужбовців, що перебували на борту.